# Amor eterno (película de 1929)
Amor eterno es una película muda dirigida por Ernst Lubitsch en 1929. Adapta la novela del escritor J. C. Heer (1859-1925) Der Köning der Bernina, novela que volvería a ser adaptada en 1957 por Alfred Lehner en una coproducción austríaco-suiza.

## Sinopsis
En el año 1806, Francia y Austria estaban enemistados y Suiza permanecía en paz con los dos convirtiéndose de mala gana en una vía de tránsito para los ejércitos.
En un pequeño pueblo suizo, miembros de uno de los ejércitos foráneos pegan un aviso en la fachada del ayuntamiento: todos los residentes del distrito que posean armas de fuego deberán entregarlas en el consistorio. Cualquier desacato a esta orden provocará un severo castigo a toda la comunidad. Indignados, los habitantes del pueblo quieren revelarse ante este atropello, pero el reverendo Tass les hace recapacitar. Todos entregan las armas, todos menos el cazador Marcus Paltram, que se niega a entregar su medio de vida, lo que le crea la animadversión de sus vecinos.
Marcus está enamorado de la sobrina del reverendo Tass, Ciglia. Sólo a petición de ésta, entrega él también su arma. Pia, una joven que vive en las montañas junto a su madre, acosa a un desdeñoso Marcus hasta que consigue seducirlo. La madre le obliga entonces a casarse con su hija. Ante esta boda, Ciglia acepta casarse por su parte con Lorenz Grube, que siempre ha estado enamorado de ella. Pero la realidad es que tanto Ciglia como Marcus sólo piensan el uno en el otro. Lorenz le pide a Marcus que abandone el pueblo. Pero éste se niega a hacerlo. Por lo que, acuciado por los celos se enfrenta a él cuando éste se encuentra cazando en las montañas. Como resultado de este enfrentamiento, Lorenz es herido y muere poco después, no sin antes señalar a Marcus como el responsable. El pueblo, azuzado por Pia, quien despechada proclama que la inductora del crimen ha sido Ciglia, persigue a la pareja, que huye a las montañas nevadas. Ciglia, viendo que van a ser atrapados, ruega a Dios que no los separe nunca. Un alud de nieve sepulta a los abrazados amantes.

## Reparto
| Actor           | Personaje      |
| --------------- | -------------- |
| John Barrymore  | Marcus Paltram |
| Camilla Horn    | Ciglia         |
| Victor Varconi  | Lorenz Gruber  |
| Mona Rico       | Pia            |
| Hobart Bosworth | Reverendo Tass |
| Evelyn Selbie   | Madre de Pia   |
| Bodil Rosing    | Ama de llaves  |

- Datos: Q5402664
- Multimedia: Eternal Love (1929 film) / Q5402664